# Октябрёвка (Владимирская область)
Октябрёвка — упразднённая деревня в Собинском районе Владимирской области России. Входила в состав Куриловского сельсовета. Исключена из учётных данных в 1986 году.

## География
Деревня располагалась на правом берегу реки Ворша, напротив деревни Степаньково.

## История
Постановлением президиума ВЦИК от 6.06.1925 г. деревня Плешки переименована в Октябрёвку.
До 1965 года — в составе Алексеевского сельсовета.